# Акт свидетельств
Акт свиде́тельств (фр. Acte de notoriété) — термин французского права, которым именуется свидетельский документ, составляемый, как правило, членом суда малой инстанции вне рамок судебного процесса по какому-либо делу и подтверждающий наличие определенного факта, имеющего юридическое значение. В некоторых случаях акт свидетельств также может составляться нотариусом или заведующим канцелярией суда малой инстанции или даже регистратором актов гражданского состояния. Термин и юридическое понятие «акт свидетельств» существует и в итальянском праве, где оно именуется аtto di notorietà.

## Назначение акта свидетельств
Акт свидетельств составляется с целью восполнения отсутствующих письменных доказательств, необходимых для разрешения какого-либо юридического вопроса, т.е. в тех случаях, когда отсутствуют необходимые официальные документы, подтверждающие тот или иной факт, имеющий правовое значение, при условии, однако, что установление такого факта путём акта свидетельств по закону является допустимым.

## Допустимые случаи составления акта свидетельств
Акт свидетельств обычно составляется в случае необходимости установления происхождения ребенка, установления правового статуса наследника, доли собственника в общем имуществе и т.п. Посредством такого акта официально закрепляются показания нескольких свидетелей в отношении определенных фактических обстоятельств.
Согласно ст. 62-2 действующего Гражданского процессуального кодекса Франции (в редакции Декрета № 2011-1202 от 28 сентября 2011 г.) судебные процедуры, связанные с составлением акта свидетельств, не относятся к категории рассмотрения гражданских дел в собственном смысле, поэтому судебной пошлиной, уплачиваемой при подаче исковых требований, не оплачиваются.

## Правила составления и использования акта свидетельств
В соответствии со ст. 1157 Гражданского процессуального кодекса Франции (в редакции Декрета № 2006-640 от 1 июня 2006 г.), если, рассматривая вопрос о составлении акта свидетельств, судья придет к выводу о том, что представленные свидетельские показания и документы являются недостаточными, он имеет право по своей инициативе принять любые необходимые меры. Он, в частности, вправе заслушать любое лицо, которое может сообщить известные ему сведения, касающиеся соответствующего факта.
Согласно ст. 71 Гражданского кодекса Франции (Кодекса Наполеона) акт свидетельств, выдаваемый для регистрации брака в случае отсутствия у кого-либо из брачующихся свидетельства о рождении, составляется на основании заявлений не менее трех свидетелей. С целью составления такого акта свидетельств допускается также предоставление любых других документов, которые подтверждают имя, фамилию, профессию и местожительство будущего супруга и аналогичные данные о его родителях, если они известны, место и, насколько это возможно, время рождения, а также причины, препятствующие предъявлению акта о рождении. Акт свидетельств подписывается свидетелями и нотариусом или дипломатическими или консульскими властями (когда акт выдается этими властями).
В силу ст. 310-1 Гражданского кодекса Франции (Кодекса Наполеона) происхождение ребенка устанавливается надлежащим образом в порядке, предусмотренном в этом Кодексе, в силу закона, в силу добровольного признания гражданского состояния ребенка или же ввиду признания его общественностью, подтвержденного актом свидетельств. Оно также может быть установлено решением суда в порядке, предусмотренном специальными положениями Кодекса.
Согласно ст. 317 упомянутого Кодекса каждый из родителей или ребенок вправе ходатайствовать перед судьей малой инстанции по месту рождения или по их местожительству о выдаче им акта свидетельств, который, в отсутствие доказательств противного, признается достоверным подтверждением признания общественностью гражданского состояния. Акт свидетельств составляется на основании заявлений не менее трех свидетелей и, если судья сочтет необходимым, любых других представляемых документов, которые достаточным образом подтверждают совокупность фактов, указанных в статье 311-1 Кодекса.
Требование о выдаче акта свидетельств может быть предъявлено лишь в течение пяти лет со дня прекращения признания общественностью гражданского состояния, которое приводится в качестве доказательства, или со дня смерти предполагаемого родителя, включая и те случаи, когда родитель умер до подачи заявления о рождении. О происхождении, установленном на основании признания общественностью гражданского состояния, подтвержденного в акте свидетельств, должна быть сделана запись на полях акта о рождении ребенка.
Акт свидетельств, равно как и отказ в его выдаче, обжалованию не подлежит. Вместе с тем происхождение ребенка, установленное на основании признания общественностью гражданского состояния в акте свидетельств, может быть оспорено любым заинтересованным лицом, при условии, что это лицо представит достаточные доказательства противного в течение десяти лет со дня выдачи этого акта.
В силу ст. 730-1 Гражданского кодекса Франции (Кодекса Наполеона) доказательство качества наследника может вытекать из акта свидетельств, составленного нотариусом по просьбе одного или нескольких правопреемников. При этом акт свидетельств должен содержать ссылку на акт о смерти лица, повлёкшей открытие наследства, и на предъявленные подтверждающие документы (например, акты гражданского состояния).
Акт свидетельств должен содержать подтверждение, подписанное заявляющим просьбу правопреемником или правопреемниками, что они имеют право, сами или наряду с другими указанными ими лицами, на получение всего или части наследства умершего. В акт свидетельств может быть включено любое лицо, чьи пояснения представляются относящимися к делу. О существовании акта свидетельств на полях акта о смерти наследодателя делается соответствующая отметка.
Следует, однако, иметь в виду, что подтверждение, содержащееся в акте свидетельств, само по себе не приводит к принятию наследства. Поэтому для принятия наследства наследник, получивший акт свидетельств, обязан предпринять соответствующие меры, предусмотренные законом.
В отношении третьих лиц, у которых находится наследственное имущество, указанные в акте свидетельств наследники или их общий представитель считаются правомочными свободно распоряжаться этим имуществом, а если речь идет о денежных средствах – свободно распоряжаться ими в том объеме прав, который указан в акте свидетельств.
В соответствии со ст. 815-11 Гражданского кодекса Франции (Кодекса Наполеона) любой сособственник общего имущества вправе требовать свою ежегодную долю прибыли за вычетом расходов, вытекающих из сделок, на которые он дал своё согласие или которые являются для него обязательными.
В отсутствие иного правоустанавливающего документа, объем прав каждого сособственника общего имущества вытекает из акта свидетельств или из протокольной части акта описи имущества, составленного нотариусом. В случае спора, председатель суда большой инстанции вправе распорядиться о предварительном разделе прибыли с условием составления отчета при окончательной ликвидации имущества. В пределах имеющихся сумм денежных средств он может таким же образом распорядиться об авансированной выплате основной суммы, начисленной на права сособственника в общем имуществе, которое предстоит разделить.
Акт свидетельств может использоваться и в коммерческом праве, равно как и в области некоторых других правоотношений. Так, например, в определенных случаях актом свидетельств может подтверждаться факт получения или приобретения лицом коммерческого комплекса в порядке наследования. Допускается применение акта свидетельств также в пенсионных и в некоторых иных делах, где требуется подтверждение наличия определенных личных прав.

## Отличие акта свидетельств от аффидевита
Хотя акт свидетельств имеет некоторое сходство с термином англосаксонского права аффидевит, он существенным образом отличается от последнего и имеет значительно более узкую сферу применения.
Во французском праве акт свидетельств относится к тем обстоятельствам, которые считаются известными общественности и носят длящийся характер. Обоснование конкретного обстоятельства путём ссылки на акт свидетельств относится к числу специальных способов доказывания (preuve par la commune renommée). Ввиду такой специфики этого доказательства, в отличие от аффидевита, акт свидетельств всегда составляется не самим свидетелем, а уполномоченным должностным лицом, и содержит показания не одного, а нескольких свидетелей, подтверждающих определенные факты, призванные служить доказательством в определенном гражданском деле.